# Leyla Demiriş
Leyla Demiriş (Istanbul, 23 de març de 1945 - 23 de setembre de 2016) va ser una cantant d'òpera soprano turca.
Demiriş va iniciar la seva carrera el 1964 com a Liu a Turandot i va arribar a ser una de les primeres solistes de l'Òpera Estatal Turca. Va treballar com a prima donna en més de 30 òperes, entre elles Köroğlu d'Adnan Saygun i com a Kösem Sultan a IV. Murat.
Estava casada amb el director d'orquestra i compositor Okan Demiriş.